# Usina de Energia Eólica de Praia Formosa
A Usina de Energia Eólica de Praia Formosa é um parque de produção de energia eólica localizado no distrito de Amarelas, no município de Camocim. Com potência instalada de 104,4 MW é formada por 50 Aerogeradores Suzlon S-88. Iniciou suas operações em 26 de agosto de 2009.